# Plesiobatis
Plesiobatis, monotipični rod riba hrskavičnjača, jedini u porodici Plesiobatidae, dio je reda Myliobatiformes.
Jedina vrsta je P. daviesiraširena po Indopacifiku: kraj Mozambika, Havajskih otoka i možda južne Kine. Maksimalna duljina 2,7 m. Porodicu je uspostavio Nishida (1990.) s jednom vrstom Plesiobatis daviesi, koja je ranije pripadala rodu Urotrygon.

## Opis
Dorzalne bodlje nema; Leđne meke šipčice nema. To je raža sa široko zašiljenom njuškom, malim očima i okruglim diskom; rep kratak s dugom repnom perajom i uskim žalcem; gornja površina prekrivena zubcima. Gore sivo-crna do smećkasta ili ljubičasto-smeđa, dolje bijela; stražnji rubovi zdjeličnih peraja i repa sivi; rubovi diska crni, a bodlja svijetla.
Živi na mekom dnu na dubinama od 275 – 680 m. Bentoski. Hrani se malim plavim ribama, jeguljama, rakovima, škampima, jastozima, glavonošcima i mnogočetinašima. Uzorak izvađen s dubine od 44 m ulovljen je kod Mozambika. Njegov je ubod dubok i može nanijeti bolnu ranu ako se njime rukuje. Povremeno se lovi ribolovom pridnenih parangala u dubokim vodama. Koristi se zbog mesa, ali nije osobito visoke vrijednosti.